# Ariel Sharon
Ariel Sharon (em hebraico:  אריאל שרוןⓘ, em árabe: أرئيل شارون, Ariʼēl Sharōn, também conhecido pelo seu diminutivo Arik, em hebraico:  אַריק, nascido Ariel Scheinermann, em hebraico:  אריאל שיינרמן‎ Kfar Malal, Sarom, 26 de fevereiro de 1928 – Ramat Gan, 11 de janeiro de 2014), foi um político e militar israelita que serviu como 11.º primeiro-ministro de Israel de 2001 até 2006, quando ficou incapacitado por um acidente vascular cerebral.
Sharon era um comandante do Exército de Israel desde a sua criação em 1948. Como paraquedista e, em seguida, como oficial, ele participou com destaque na Guerra de Independência de 1948, tornando-se comandante de pelotão na brigada Alexandroni e participando de muitas batalhas, incluindo a Operação Ben Nun Alef. Ele foi uma figura fundamental para a criação da Unidade 101, e as operações de represália, assim como na Crise do Suez em 1956, a Guerra dos Seis Dias de 1967, a Guerra de Desgaste, e a Guerra do Yom Kipur, de 1973. Como ministro da defesa, liderou a Guerra do Líbano de 1982.
Durante sua carreira militar, ele foi considerado o maior comandante de campo da história de Israel, e um dos maiores estrategistas militares de seu país. Depois de seu ataque do Sinai na Guerra dos Seis Dias e seu Cerco do Terceiro Exército Egípcio na Guerra do Yom Kippur, o povo israelense lhe o apelidou de "O Rei de Israel" e "O Leão de Deus".
Depois de se aposentar do exército, Sharon se juntou ao partido Likud, e serviu em vários cargos ministeriais nos governos liderados pelo Likud em 1977-1992 e 1996-1999. Ele se tornou o líder do partido, em 2000, e serviu como primeiro-ministro de Israel de 2001 a 2006.
Em 1983, Sharon foi responsabilizado pessoalmente pelo massacre de civis palestinos, perpetrado por falangistas libaneses com apoio das forças de ocupação israelenses, nos campos de refugiados de Sabra e Chatila, durante a Guerra do Líbano de 1982 (junho a setembro de 1982). A pedido dos falangistas, as forças israelenses cercaram Sabra e Shatila e bloquearam as saídas dos campos para impedir a saída dos moradores e facilitar o massacre.
Na ocasião, Sharon era ministro da defesa e, segundo a comissão Kahan, instituída pelo governo de Israel, ele não tomou as medidas de segurança necessárias a impedir o previsível massacre dos refugiados pelos falangistas. A Comissão Kahan recomendou a remoção de Sharon como ministro da defesa, ele renunciou depois de inicialmente recusar-se a fazê-lo. Em 2003, maior corte de apelações da Bélgica decidiu que Ariel Sharon, já então primeiro-ministro Israel, poderia ser julgado por crimes de guerra, quando deixasse o cargo. O processo contra Sharon foi aberto graças à lei de jurisdição universal, criada na Bélgica em 1993, que permite que pessoas acusadas de cometer crimes de guerra sejam julgadas, independentemente do local onde os crimes tenham sido cometidos. Sharon nunca foi julgado pelos massacres.
Na década de 1970, 1980 e 1990, Sharon defendeu a construção de colônias israelenses na Cisjordânia e na Faixa de Gaza. No entanto, como primeiro-ministro, entre 2004-2005 orquestrou a retirada unilateral de Israel da Faixa de Gaza, alegando razões de segurança. Algum tempo depois, em 2008, as Forças de Defesa de Israel realizariam um devastador ataque à Faixa—a Operação Chumbo Fundido.
Enfrentando uma forte oposição a esta política dentro do Likud, em novembro de 2005 ele deixou o partido para formar um novo, o Kadima. Era esperado que Sharon vencesse a próxima eleição e que ele também planejasse a desocupação da maior parte da Cisjordânia, mediante uma série de retiradas decididas unilateralmente. No entanto, Sharon sofreu um derrame em 4 de janeiro de 2006 e foi deixado em um estado vegetativo permanente até sua morte, oito anos depois.

## Biografia

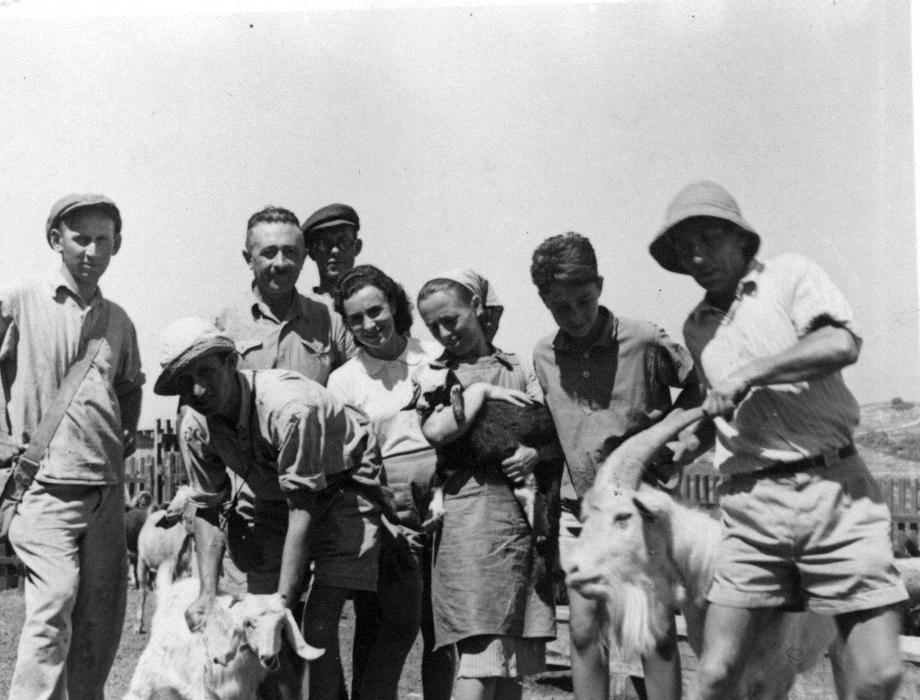
Ariel Sharon aos 14 anos (segundo da direita)

Ariel Sharon nasceu no moshav (assentamento agrícola judeu) de Kfar Malal, no então Mandato Britânico da Palestina. Seu pai era um judeu de origem lituana e sua mãe uma judia russa. Os pais de Sharon fizeram parte da Segunda Aliá, um movimento sionista-socialista com orientação secular.
Em 1942, com a idade de 14 anos, Sharon entrou na Gadna, uma força paramilitar formada por jovens, e mais tarde ingressou no Haganá, força paramilitar judaica clandestina que lutava pelo fim da administração britânica da Palestina.
Quando o estado de Israel foi criado, em 1948, as milícias do Haganá formaram a base das forças armadas do país, Sharon tornou-se comandante das tropas da Brigada Alexandroni. Depois de enfrentar a Legião Árabe jordana durante a segunda batalha de Latrun, teve um grave ferimento na virilha durante uma tentativa frustrada de libertar judeus sitiados em Jerusalém.
Em 1949 foi promovido a comandante da companhia e, em 1950, a oficial de inteligência do Comando Central. Ele então abandonou o cargo para estudar História e Cultura do Oriente Médio na Universidade Hebraica de Jerusalém. Um ano e meio depois, ele pediu para voltar à atividade militar, agora no cargo de major. Em agosto de 1953, por ordem do primeiro-ministro David Ben-Gurion, Sharon fundou e passou a comandar a Unidade 101, a primeira das forças especiais do Tsahal.
A Unidade 101 realizou uma série de ataques contra os vizinhos palestinos, o que trouxe mais confiança a Israel e fortaleceu sua resistência. Entretanto, a unidade também foi criticada por ter atacado civis e soldados palestinos, no conhecido episódio do massacre de Qibya, no outono de 1953, quando cerca de 60 civis palestinos foram mortos num ataque, na Cisjordânia. O próprio Sharon explodiu casas com civis palestinos dentro. No documentário Israel e os árabes: 50 anos de guerra, Ariel Sharon recorda o confronto, que foi duramente condenado por muitos países ocidentais, inclusive pelos Estados Unidos:
Eu fui chamado para ver Ben-Gurion. Era a primeira vez que eu o encontrava, e, logo no início, Ben-Gurion me disse: 'Deixe-me contar-lhe uma coisa: não importa o que o mundo diga sobre Israel, não importa o que digam a nosso respeito em nenhum lugar. A única coisa que importa é que nós podemos existir aqui, na terra de nossos ancestrais. E, a menos que mostremos aos árabes que há um alto preço a ser pago pelo assassinato de judeus, nós não iremos sobreviver.'
Pouco tempo depois, apenas meses depois de sua fundação, a Unidade 101 foi incorporada à 202 Brigada de Patrulheiros (da qual afinal Sharon tornar-se-ia comandante), que continuou a atacar alvos militares e civis, culminando no ataque à delegacia de polícia de Calquília, no outono de 1956.
Sharon é viúvo duas vezes. Logo após tornar-se instrutor militar, casou-se pela primeira vez, com Margalit. O casal teve um filho, Gur. Margalit morreu num acidente de carro em 1962. Gur morreu em outubro de 1967, depois que um amigo feriu-o acidentalmente quando brincava com um velho rifle de Sharon. Depois da morte de Margalit, Sharon casou-se com Lily, irmã mais nova da primeira esposa. Eles tiveram dois filhos: Omri e Gilad. Lily Sharon morreu de câncer em 2000.

## Carreira política

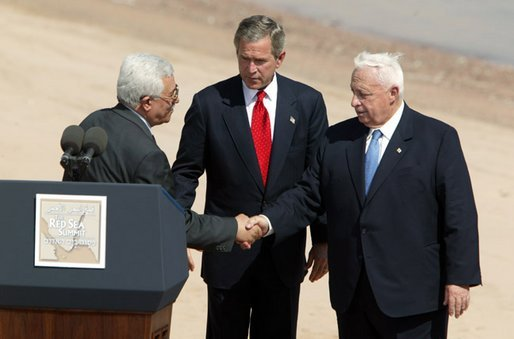
O primeiro-ministro da Autoridade Nacional Palestina, Mahmoud Abbas, o presidente dos Estados Unidos George W. Bush, e Ariel Sharon, em Ácaba, junho de 2003

Sharon ingressou na carreira política durante o governo do primeiro-ministro Menachem Begin. Sharon foi filiado ao partido Mapai, de esquerda, durante as décadas de 40 e 50. Entretanto, depois de afastar-se da vida militar, Sharon foi importante para a criação do Likud, partido liberal de centro-direita, em julho de 1973. O Herut, o Partido Liberal e outros setores independentes foram incorporados ao Likud e Sharon tornou-se coordenador da campanha para as eleições, marcadas para novembro do mesmo ano. Todavia, duas semanas e meia depois do início da campanha eleitoral, eclodiu a Guerra do Yom Kippur e Sharon foi chamado para comandar as forças militares. Em dezembro de 1973, Sharon foi eleito para a Knesset (Parlamento), mas um ano depois, cansado da vida política, renunciou.
De junho de 1975 até março de 1976, Sharon foi assessor especial do primeiro-ministro Yitzhak Rabin, trabalhando como um de seus conselheiros militares. Com a aproximação das eleições de 1977, Sharon tentou voltar ao Likud e substituir Menachem Begin como presidente do partido. Tentou convencer Simcha Ehrlich, que comandava o bloco do liberal do partido, de que ele teria mais chances do que Begin para vencer as eleições, mas não teve sucesso. Depois disso, tentou ingressar novamente no Partido Trabalhista e no centrista Dash, mas foi rejeitado por ambos. Formou então o seu próprio partido, o Shlomtzion, e conseguiu obter duas cadeiras no Knesset nas eleições subsequentes. Logo após as eleições, fundiu o Shlomtzion com o Likud e tornou-se Ministro da Agricultura.
Nessa época, apoiava o Gush Emunim, movimento que encorajava os assentamentos judeus na Judeia e Samaria (território conhecido pela comunidade internacional como Cisjordânia). Sharon usou de sua posição para estimular a criação de uma rede de assentamentos na Cisjordânia e na Faixa de Gaza e assim prevenir a possibilidade de retorno dos civis palestinos expulsos de lá. Conseguiu dobrar o número de assentamentos judeus naqueles territórios ocupados por Israel desde a guerra dos seis dias, em 1967.
Depois das eleições de 1981, Menachem Begin recompensou Sharon por sua importante contribuição para a vitória apertada do Likud, nomeando-o Ministro da Defesa.

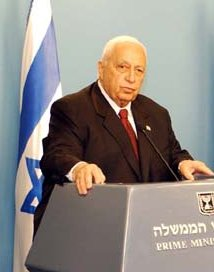
Ariel Sharon em 2003

No ano seguinte, Sharon dirigiu as operações de evacuação do Sinai, nomeadamente da cidade de Yamit - que algumas centenas de colonos judeus irredutíveis se recusavam a deixar. Tropas do exército foram enviadas para retirá-los à força e demolir suas casas, na chamada "Operação Pomba Vermelha". A difusão do episódio pela televisão marcou por muito tempo a opinião pública de Israel.
Como ministro da Defesa, Sharon passou a apoiar e atiçar os cristãos contra os muçulmanos no Líbano, com o objetivo de fazer daquele país um posto avançado de Israel. Em 1982, após repetidos ataques da OLP ao longo da fronteira do Líbano - então em guerra civil - tropas de Israel invadiram Beirute. Na mesma ocasião falangistas libaneses maronitas invadiram dois campos de refugiados palestinos - Sabra e Shatila - situados em área controlada pelo exército israeliano. Nesse episódio, segundo a Cruz Vermelha Internacional, 452 civis palestinos foram assassinados - embora outras fontes estimem o número de vítimas em até 3500 pessoas.
Mais de 500 000 israelianos se manifestaram contra o massacre e em 8 de fevereiro de 1983, a comissão de inquérito oficial, dirigida pelo presidente da Corte Suprema de Israel, o juiz Yitzhak Kahan, publicou seu relatório, responsabilizando pessoalmente Ariel Sharon por não ter ordenado as medidas de segurança necessárias a impedir o previsível massacre. Assim, Sharon foi obrigado a deixar o Ministério.
Mesmo depois de ser forçado a deixar o cargo, continuou na vida política fazendo parte de sucessivos governos: como ministro sem pasta (1983–1984), Ministro do Comércio e Indústria (1984–1990) e Ministro da Construção para Habitação (1990–1992). Durante este período, era rival do então Primeiro-Ministro Yitzhak Shamir, mas não foi bem-sucedido ao tentar substituí-lo como presidente do governista Likud nas várias oportunidades que teve.
A rivalidade entre Shamir e Sharon teve seu ponto alto durante a "Noite dos microfones", em fevereiro de 1990, quando Sharon tomou o microfone de Shamir, que falava para o Comitê Central do Likud, e exclamou a frase que tornar-se-ia famosa: "Quem está varrendo o terrorismo?". A insinuação era que apenas Sharon sabia como desencorajar e acabar com os ataques. O incidente ficou marcado como uma tentativa aparente de derrubar a liderança de Shamir no partido.
Durante o governo de Benjamin Netanyahu (1996-1999), Sharon foi Ministro da Infraestrutura Nacional e Ministro das Relações Exteriores (1998-1999). Com a vitória de Ehud Barak, do Partido Trabalhista, que assumiu o governo, Sharon tornou-se líder do Likud. Depois do colapso do governo de Barak, Sharon foi eleito Primeiro-Ministro de Israel, em fevereiro de 2001.

## Fundação doKadima
Em 21 de novembro de 2005, Ariel Sharon renunciou ao cargo de presidente do Likud e dissolveu o parlamento para formar um novo partido de centro chamando Kadima (Avante).

## Saúde

### Agravamento e internação
A doença de Ariel Sharon cobre uma série de problemas médicos que o primeiro-ministro israelense teve, especialmente ao final de 2005 e início de 2006, quando ele sofreu dois derrames, sendo o último muito grave.
Durante muito tempo permaneceu desconhecido o real peso de Ariel Sharon, ainda que pela sua aparência de forma geral, seja possível presumir que ele seja obeso. Amnon Dankner, editor da Maariv, especulou que o próprio Sharon não conhecia seu peso: "Pode ser verdade que o Primeiro-Ministro não saiba quanto ele pesa… visto que pessoas gordas não gostam muito de saber quanto elas pesam". Depois do primeiro derrame de Sharon, no final de 2005, os médicos informaram que Sharon pesava aproximadamente 118 quilos (ou 260 libras), quase 40 quilos acima do peso ideal para a sua altura (1,74 m ou 5'7"), o que pode ser diagnosticado como obesidade mórbida. A obesidade por si só pode não ter sido necessariamente a causa do derrame, porém as condições associadas, como colesterol alto, podem. A dieta de Sharon, segundo dizem, incluiria numa típica refeição ao fim do dia, bisteca ao molho chimichurri, costeletas de carneiro, kebab e uma variedade de saladas, seguida por um bolo de chocolate. Durante uma entrevista ele comeu uma lata inteira de batatas Pringles. Yediot Aharonot relata que seu comboio regularmente parava para comer em lanchonetes de fast food em Jerusalém. Segundo as reportagens, ele ria das tentativas das pessoas de forçarem-no a fazer dieta, incluindo as tentativas feitas por seus filhos, depois do seu derrame em dezembro de 2005. O Presidente dos EUA George W. Bush encorajava-o a fazer exercícios, dizendo: "Eu preciso de você saudável". Sharon frequentemente brincava sobre o seu próprio peso. Em outubro de 2004 quando perguntaram-lhe por que não vestia um colete à prova de balas por causa das frequentes ameaças de morte que recebia, Sharon sorriu e retrucou: "Não há um que seja do meu número".
No dia 18 de dezembro de 2005, Sharon foi enviado ao hospital de Hadassah Ein Kerem depois de sofrer um derrame brando, mais especificamente um tipo relativamente pouco comum de derrame chamado embolia paradoxal, na qual um coágulo da circulação venosa passa para a circulação arterial através de um orifício entre o átrio direito e o átrio esquerdo e vai para o cérebro, causando perturbações na fala e no andar. No seu caminho ao hospital Sharon perdeu a consciência, mas recuperou-a logo depois. Segundo foi reportado, ele quis deixar o hospital à tarde, pouco tempo depois da sua chegada, mas os médicos recomendaram que ele ficasse por mais um dia. Sharon passou dois dias no hospital e teve o problema do pequeno orifício no coração reparado através de um procedimento cirúrgico conhecido como cateterização cardíaca. Isto ocorreu nos primeiros dias de 2006.

### Morte
No dia 4 de janeiro de 2006, Sharon sofreu um segundo derrame, muito mais grave. Houve uma hemorragia cerebral maciça que os médicos conseguiram sanar depois de duas operações separadas feitas na manhã seguinte. Sharon foi colocado em um respirador artificial. Alguns boletins sugeriram que ele estava com paralisia no corpo da cintura para baixo, outros disseram que ele lutava pela vida. As suas obrigações no governo foram entregues ao vice-primeiro-ministro Ehud Olmert.
Sharon estava tomando anticoagulantes desde o primeiro derrame para prevenir a formação de outro coágulo, todavia essas drogas ao mesmo tempo que impedem a coagulação do sangue, aumentam também a ocorrência de casos de hemorragia além de gerar outras complicações no caso de uma intervenção cirúrgica na caixa craniana.
Ariel Sharon morreu no dia 11 de janeiro de 2014, aos 85 anos, em Telavive, depois de permanecer por oito anos em estado vegetativo.

## Reação internacional

### Mundo árabe e muçulmano
A reação entre os palestinos foi variada. O Hamas disse que o Oriente Médio ficaria bem melhor sem Sharon. O antigo líder da Frente pela Libertação da Palestina, Ahmed Jibril, disse para a Associated Press: "podemos dizer que Deus é grande e ele pode vingar-se deste açougueiro, nós agradecemos a Deus por esta dádiva e que Ele o conserve vivo e lúcido". O líder da Jihad Islâmica Anwar Abu Taha teria dito o seguinte: "Nós não nos importamos com sua saúde e que ele vá para o inferno, quer ele viva ou morra…".
Segundo a Agência de Notícias Iraniana dos Estudantes, em 6 de janeiro, o presidente iraniano Mahmoud Ahmadinejad falou aos clérigos xiitas da cidade de Qom e contou-lhes que estava esperando pela morte de Sharon. Os Estados Unidos rapidamente condenaram o comentário de Ahmadinejad classificando-o de "odioso e repugnante". O porta-voz do Departamento de Estado americano, Sean McCormack chamou as afirmações de Ahmadinejad de "parte de um contínuo e inventivo fluxo de ódio".

### Estados Unidos e Europa
O Presidente dos Estados Unidos da América George W. Bush emitiu uma declaração em que disse que compartilha das preocupações do povo de Israel e que "todos nós [dos EUA] estamos rezando para a recuperação dele [Sharon]".
O televangelista Pat Robertson disse em 5 de janeiro durante uma edição do seu programa, The 700 Club, que "Deus estava punindo Sharon por ele ter dividido Israel". Ele ainda sugeriu que o ex-primeiro-ministro Yitzhak Rabin que foi assassinado em novembro de 1995 pelo mesmo motivo, contudo as opiniões, ainda, continuam muito controversas sobre a questão.